# Leszek K. Talko
Pour les articles homonymes, voir Leszek Talko.
Leszek K. Talko (né en 1965) est un journaliste, écrivain, scénariste et photographe polonais, collaborateur de Gazeta Wyborcza, lauréat du prix Grand Press (pl) en 2000.
Il signe ses romans policiers sous le pseudonyme Wiktor Hagen.

## Biographie
Sa mère est polonaise, son père français. Il passe les premières années de sa vie dans le monde arabe, où son père enseigne l'histoire à l'Université du Caire, et à Alep, où il mène des recherches sur l'histoire de la ville. Quand il est en Europe, il passe son enfance alternativement en France et en Pologne.
Leszek Talko effectue sa scolarité secondaire au lycée Mikołaj-Rej de Varsovie de 1981 à 1985 avant de faire des études d'archéologie orientale à l'Université de Varsovie de 1985 à 1990 (spécialisation : Syrie) et d'anthropologie sociale et culturelle à l'Université d'Aix-en-Provence.
Il travaille alors en France notamment comme serveur dans le restaurant ouvert par un ami et comme vendangeur.
Il passe plusieurs mois en Inde, en tournant des documentaires et prenant des photos pour des magazines polonais et étrangers. Il se passionne pour la cuisine et différents styles de la photographie.
À son retour en 1991, il commence à collaborer avec le quotidien Gazeta Wyborcza, travaillant notamment au service société, au service reportages et dans le supplément hebdomadaire consacré à la télévision.
Avec sa femme Monika Piątkowska (pl), il rédige des chroniques qui sont publiées en volumes chez Wydawnictwo W.A.B..
En 2007 il préfère prendre son indépendance et devient écrivain, tout en continuant à écrire des articles en free-lance.